# Robert Krokowski
Robert Krokowski (* 1955 in Herne) ist ein deutscher Schriftsteller und Essayist, Künstler und Textpraktiker, Dozent für ästhetische Bildung.

## Biografie
Robert Krokowski studierte Klassische Gitarre und Musik an der Musikschule Dortmund sowie Philosophie, Religionswissenschaften, Judaistik und Theologie an der Ruhr-Universität Bochum und an der Freien Universität Berlin. Von 1986 bis 1994 absolvierte er eine an Sigmund Freud, Jacques Lacan und Julia Kristeva orientierte Ausbildung zum Psychoanalytiker. Diese Ausbildung war verbunden mit Seminaren in der Sigmund-Freud-Schule Berlin, Seminarleitungen in der Psychoanalytischen Assoziation Berlin und in der Formation Entwurf. Seit 1990 war Robert Krokowski in eigener Praxis als Psychoanalytiker in Berlin tätig.
Seit 1995 ist Krokowski als selbstständiger Unternehmer für die Steuerung und das Management von Medienprojekten tätig. Seit 2017 ist er geschäftsführender Gesellschafter der Puretext GmbH mit dem Geschäftssitz in Berlin.
Von 2003 bis 2005 führte Krokowski Lehraufträge und Werkverträge zur ästhetischen Bildung in der Lehr- und Lernforschung an der Hochschule Neubrandenburg im Fachbereich Soziale Arbeit, Bildung und Erziehung, Studienschwerpunkt Ästhetik und Kommunikation/Kultur- und Medienarbeit durch und entwickelte zusammen mit Ulrike Hanke das Format Ästhetische Projekte. Von 2007 bis 2010 führte er mit Teams aus dem Bereich Soziale Arbeit in Schule und Hochschule solche Projekte durch. Seit 2015 ist er Mitwirkender und Mitbetreiber des Projektraums für ästhetische Projekte Fraktalwerk in Berlin.

## Projekte
In seinen sprachanalytischen und textpraktischen Projekten arbeitet Krokowski in einer nichtlinearen, experimentellen und essayistischen Kunstrichtung, in der multimediale Mittel zum Einsatz kommen. Er verbindet Konkrete Poesie mit Darstellender Kunst und entwickelt Multiples zu Variables weiter. Aus seiner Arbeit sind eine Reihe von Neologismen und Wortneuschöpfungen hervorgegangen, wie z. B. Anadysis, Aktale, Hamut und Sanftung. Die Verbindung von Schrift und Bild in Literatur, Fotografie, Film, Installation, Performance und Tanz macht eine kunsttheoretische Zuordnung schwierig. In Projekten der Urban Art und Land Art, Tanz-Performances und paragrammatischen Textexperimenten zeigt sich ein spezielles Interesse an Zwischen- und Schwellenräumen, formalen Interfaces und Grenzüberschreitungen. Insbesondere die Schnittstellen von Kunst und Nicht-Kunst, die Zusammenarbeit von Künstlern und Nicht-Künstlern finden Krokowskis Interesse. Beispielsweise hat er folgende Projekte realisiert:
- Seit 1970 befasst sich Krokowski mit den Ausdrucksmöglichkeiten über die von ihm erfundenen Schrift der Engel. Hierzu gehört die Entwicklung von Schriftzeichen (Glyphen) in den Jahren von 2000 bis 2002. Kooperative Werke – auch im performativen Stil – konnte er mit der Schrift der Engel im Rahmen des Lehrauftrags der Hochschule Neubrandenburg realisieren. Hierüber liegen zwei Dokumentationen vor.

- In dem Projekt Dingwerk werden in einem Katalog künstlerische Arbeiten aus den Jahren von 1970 bis 2009 präsentiert. Von 2005 bis 2010 gab es das Projekt Aktale, in dem Krokowski über ein Glossar von Begriffen und Wörtern gesellschaftliche Transformationen untersucht. Weitere künstlerische Arbeiten finden sich im Projekt ausgesetzt dargestellt. Aktuelle Arbeiten werden seit 2019 im Projekt Traumbeute gezeigt.

- In der Auseinandersetzung mit den Arbeiten Marcel Duchamps hat Krokowski in der Zusammenarbeit mit dem Künstler und Kurator Pierre Granoux Readymades und Objet trouvé neu bearbeitet. So entstandene Rebuslagen wurden als Installationen ausgestellt. 2015 bis 2020 thematisiert Krokowski im Rahmen der Fraktalwerk-Projektarbeit bei Fraktal-Installationen auch das Thema Upcycling künstlerisch neu.

## Veröffentlichungen (Auswahl)
- Schwellenkundliche Versuche: Kommentare. Castendyk, Berlin 1983, ISBN 978-3-92524-623-4.
- Verführungen einer Letter. (Auch Joyce, nicht nur mit Lacan ...) Castendyk, Berlin 1984, ISBN 3-925246-00-2.
- Paragramme. Castendyk, Berlin 1985, ISBN 3-925246-05-3
- zusammen mit Christian Kupke (Hrsg.): Delta Tau. Zeitschrift für Topologie und Störungskunde. Berlin 1985 bis 1988.[1]
- Das g-a-h–Motiv. Notizen über das Verhältnis von Arbitrarität und Fixierung. In: Der Wunderblock, Nr. 17/Dezember 1987, S. 45–48.
- Aggressivität und Rassismus. Vortrag auf der öffentlichen Tagung der Arbeitsfelder der Psychoanalytischen Assoziation am 19. Oktober 1990. In: Brief der Psychoanalytischen Assoziation. Die Zeit zum Begreifen. Sonderheft 1, Berlin 1989, S. 1–20.
- Zur Masturbation und ihren Witzvorlagen. Vortrag auf der Tagung‚ Kultur der Psychoanalyse der Psychoanalytischen Assoziation am 6. Oktober 1990. In: Brief der Psychoanalytischen Assoziation. Die Zeit zum Begreifen, Sonderheft 2, Berlin 1990, 79–87.
- Zuhören als Beruf. In: Entwurf I. Psychoanalyse, Psychiatrie, Institution. Schriftenreihe zur Psychoanalyse und Ihrem Verhältnis zu Wissenschaft und Kunst, Frankfurt a. M. 1995, 7–35.
- Kunst und Ritus. Ein Versuch über Sterben und Tod. In: Aktuell Nr. 12, Magazin der deutschen Aids-Hilfe, Themenheft "Trauer und Gedenken", Berlin 1995, 14–18.
- Einsätze. In: Entwurf I/I. Trash – Fundstücke aus Psychoanalyse, Philosophie und Kunst, Frankfurt am Main 1995, S. 15–33.
- Kielspuren. Roman. Edition Delta Tau. Materialis, Frankfurt am Main 1995, ISBN 978-3-88535-149-8.
- Katastrophischentheoretische Interlinearversionen. In: Thomas Wulffen (Hrsg.): Der gerissene Faden. Nichtlineare Techniken der Kunst. Kunstforum Bd. 155, Juni–Juli 2001, S. 249–253.
- Lien(s)n subtil(s). A-phare-ismes sur l’act(u)lité moderne. In. Pierre Granoux, Le Bazar de l’Art Moderne, Salon Verlag, Köln 2002, ISBN 3-89770-161-8.
- Schwarzheide, mon amour. Ein Rebuslager. In: Ausstellungskatalog Französische Künstler: Pierre Granoux. Cyril Massimelli. Galerie der BASF Schwarzheide, S. 8–11.
- zusammen mit Ulrike Hanke: Ästhetische Projekte Band 1: Das eigene Ding. Eine Dokumentation ästhetischer Bildung in der Lehr- und Lernforschung an der Hochschule Neubrandenburg. Schibri, Berlin 2006, ISBN 978-3-937895-29-1.
- zusammen mit Ulrike Hanke: Ästhetische Projekte Band 2: Gemeinsame Sache. Die Schrift der Engel. Eine Dokumentation ästhetischer Bildung in der Lehr- und Lernforschung an der Hochschule Neubrandenburg. Schibri, Berlin 2006, ISBN 978-3-937895-50-5.
- Das eigene Ding und die Sublimierung. In: Christian Kupke (Hrsg.): Lacan – Trieb und Begehren. Parodos Verlag, Berlin 2007, ISBN 978-3-938880-06-7.
- Beim Lesen der Gänsehaut. Ein Essay über das Erröten der Schrift. Parodos Verlag, Berlin 2009, ISBN 978-3-938880-34-0.
- zusammen mit Anjolie York: Beim Lesen des Briefs eines Engels. Fraktalwerk, Berlin 2009.
- Paragramme: revisited und rerootet. In: Günter Vallaster: Paragramme. Ein Sammelband, Wien 2011, ISBN 978-3-901015-47-2, S. 21–28.
- Lateritour. In exposed Position. Fraktalwerk, Berlin 2013.
- Lateritour. In modular configuration. Fraktalwerk, Berlin 2014.
- Letter Mysteries. Fraktalwerk, Berlin 2014.
- Traumbeute. Fraktalwerk, Berlin 2020.

## Ausstellungen (Auswahl)
- Schrift der Engel. Eine Gabe aus Rot. Ausstellung in der Galerie der Fachhochschule Neubrandenburg vom 1. Juni bis 30. Juni 2005.
- Schrift der Engel: Momente. Dokumentation. Ausstellung im Rahmen des Berlin Photography Festivals 2005 in der Factory-Berlin Gallery Spreehöfe.
- Gaz à tous les étages. Mit Pierre Granoux, Februar 2004 im Rahmen der Ausstellung Kunst im Bau im Schell-Haus der GASAG, Berlin 2004.
- Rote Resonanzen zwischen Du und Du. Mit Pierre Granoux, Ausstellung vom 7. August bis 15. September 2009 im Rahmen des Projekts sommer der umarmung III – ein ort für zeitgenössische kunst, Torstrasse 111 in Berlin-Mitte.
- Melencholia und Melanchronia. Ausstellung im Projektraum Lage 3:20 vom 21. Oktober bis 30. Oktober 2011 in Lage Egal, Berlin.
- Lateritour. In exposed position. Land Art. Wustrow-Arenshop-Prerow 2013.
- Lateritour. In modular configuration. Land Art. Wustrow-Arenshop-Prerow 2014.
- ausgesetzt. Darss-Berlin-Münster-Dessau 2017